# Сільпя-Мала
Сільпя-Мала (пол. Silpia Mała) — село в Польщі, у гміні Влощова Влощовського повіту Свентокшиського воєводства.
У 1975-1998 роках село належало до Келецького воєводства.